# Тайбай (Баоцзи)
Тайба́й (кит. упр. 太白, пиньинь Tàibái) — уезд городского округа Баоцзи провинции Шэньси (КНР). Назван в честь расположенной здесь горы.

## История
В 1950 году был создан Специальный район Баоцзи (宝鸡专区). В 1953 году в составе Специального района Баоцзи был образован район Тайбай (太白区) В 1956 году Специальный район Баоцзи был расформирован, и район вошёл в состав города Баоцзи. В сентябре 1961 года Специальный район Баоцзи был создан вновь, и в его состав вошёл уезд Тайбай, созданный из района Тайбай. В 1969 году Специальный район Баоцзи был переименован в Округ Баоцзи (宝鸡地区). В 1971 году округ Баоцзи был опять расформирован, и уезд перешёл в подчинение властям города Баоцзи. В 1979 году округ Баоцзи был создан вновь, и уезд перешёл в подчинение властям округа.
В 1980 году были расформированы округ Баоцзи и город Баоцзи, и создан Городской округ Баоцзи; уезд вошёл в состав городского округа.

## Административное деление
Уезд делится на 7 посёлков.